# ?:
삼항연산자는 피연산자를 세 개 가지는 조건 연산자이다. 컴퓨터 프로그래밍에서 ?:는 몇몇 프로그래밍 언어들에서 기본적인 조건식을 위한 문법의 일부이다.
일반적으로 조건 연산자, 인라인 조건문(inline if), 또는 삼항 조건문(ternary if)으로 불린다.
a ? b : c는, a가 참이면 b로 평가되고, 그 밖에는 c로 평가된다.
이는 CPL로부터 유래되었는데, e1 ? e2 : e3와 동등한 문법은 e1 → e2, e3이다.
다양한 삼항 연산자가 있지만, 조건 연산자는 상당히 흔한 반면 다른 삼항 연산자는 잘 쓰이지 않아서, 흔히 조건 연산자를 삼항 연산자라고 부른다.

## 같이 보기
- 멀티플렉서